# Pastorale officium
Pastorale officium est une lettre, du 29 mai 1537, du pape Paul III au cardinal Juan de Tavera, archevêque de Tolède et primat d'Espagne, par laquelle le pape lui commande d'interdire la réduction des Indiens en esclavage ou de les priver de leurs biens. Leur conversion au christianisme doit être promue par la prédication et l'exemple.

## Contexte
Le 29 mai 1537, le pape Paul III écrit une lettre apostolique au cardinal Juan de Tavera, archevêque de Tolède, alors capitale de l'Espagne impériale. Il y fait référence à l'édit impérial du 2 août 1530 par lequel Charles Quint avait interdit à tous ses sujets de réduire les Indiens en esclavage, ou de les priver de leurs biens.
Le Pape approuve pleinement l'édit impérial qui interdit l'esclavage des Indiens d'Amérique. Il souligne que les Indiens sont des hommes qui ne doivent pas être exterminés par l'esclavage, mais être invités à la vie chrétienne par la prédication et par l'exemple.

## Le texte dePastorale officium
« Il est parvenu à notre connaissance que pour faire reculer ceux qui, bouillonnant de cupidité, sont animés d'un esprit inhumain à l'égard du genre humain, l'empereur des Romains Charles (V) a interdit par un édit public à tous ses sujets que qui que ce soit ait l'audace de réduire en esclavage les Indiens occidentaux ou ceux du Sud, ou de les priver de leurs biens.
Puisque Nous voulons que ces Indiens, même s'ils se trouvent en dehors du sein de l'Église, ne soient pas pour autant privés de leur liberté ou de la disposition de leurs biens, ou considérés comme devant l'être du moment que ce sont des hommes et par conséquent capables de croire et de parvenir au salut, qu'ils ne soient pas détruits par l'esclavage mais invités à la vie par des prédications et par l'exemple, et puisqu'en outre Nous désirons contenir les entreprises si infâmes de ces impies et pourvoir à ce qu'ils ne soient pas moins enclins à embrasser la foi du Christ parce qu'ils auront été révoltés par les injustices et les torts qu'ils auront subis, Nous demandons à ta prudence que tu interdises avec une très grande sévérité, sous peine d'excommunication portée d'avance, à tous et à chacun, quel que soit son rang. d'oser réduire en esclavage les Indiens précités, de quelque façon que ce soit, ou de les dépouiller de leurs biens. »

## Prolongement
Le pape n'avait pas été informé que cet édit avait été abrogé le 20 février 1534, par un édit qui avait, encore une fois, autorisé l'esclavage des prisonniers indiens capturés dans une « guerre juste ».
Le 2 juin, le pape écrit au cardinal une seconde lettre, Veritas ipsa, sur le même sujet mais sans référence à l'édit impérial. Cette seconde lettre est suivie le 9 juin de la bulle Sublimis Deus. Charles V fut irrité par la lettre Pastorale officium qui mettait en question l'autorité impériale et demanda au pape de l'annuler. Aussi, un an plus tard, le pape Paul III annula Pastorale officium (19 juin 1538), par le bref Non indecens videtur.

## Sources
- Heirich Denzinger, Symboles et définitions de la foi catholique, Éditions du cerf, Paris, 2005.
- Site Kingscollege.net.